# Kansas City Blues (hockey su ghiaccio)
I Kansas City Blues sono stati una squadra di hockey su ghiaccio della con sede nella città di Kansas City, nello Stato del Missouri. Nacquero nel 1967 e disputarono la Central Hockey League fino nel 1972 per poi ritornare a giocare nella stagione 1976-77 prima dello scioglimento definitivo. Nel corso delle stagioni furono affiliati alla franchigia NHL dei St. Louis Blues.

## Storia
Dopo la fine dell'epoca delle Original Six nacquero sei nuove franchigie in NHL, e una di queste fu quella dei St. Louis Blues. Per poter avere giocatori disponibili in caso di bisogno l'organizzazione creò quello stesso anno un farm team in Central Hockey League nella seconda città del Missouri, Kansas City.
Nel febbraio del 1971 Michel Plasse con la maglia di Kansas City divenne il primo portiere nelle serie professionistiche nordamericane capace di segnare una rete. I nuovi Blues giocarono per cinque stagioni nel vecchio American Royal Building fino al 1972, anno in cui la franchigia fu costretta a sospendere le attività per la costruzione di una nuova struttura, la Kemper Arena. Con l'inaugurazione del palazzetto la città fu premiata con una nuova squadra NHL, i Kansas City Scouts, tuttavia dopo soli due anni la formazione si dovette trasferire a Denver. Per colmare il vuoto lasciato dagli Scouts furono ricreati i Blues per un ultimo anno, nel quale riuscirono ad ottenere il titolo dell'Adams Cup.

### Affiliazioni
Nel corso della loro storia i Kansas City Blues sono stati affiliati alle seguenti franchigie della National Hockey League:
- St. Louis Blues: (1967-1972)
- St. Louis Blues: (1976-1977)
- Detroit Red Wings: (1976-1977)

## Record stagione per stagione
| Kansas City Blues |          |    |    |    |    |     |     |     |    |                                                                |
| 1967-68           | Northern | 70 | 31 | 29 | 10 | 72  | 249 | 243 | 2° | vince 1º turno (Memphis) 3-0 perde semifinali (Fort Worth) 1-3 |
| 1968-69           | North    | 70 | 26 | 28 | 18 | 70  | 236 | 242 | 2° | perde 1º turno (Omaha) 1-3                                     |
| 1969-70           | CHL      | 72 | 24 | 37 | 11 | 59  | 228 | 259 | 7° |                                                                |
| 1970-71           | CHL      | 72 | 30 | 31 | 11 | 71  | 214 | 223 | 5° |                                                                |
| 1971-72           | CHL      | 72 | 21 | 35 | 16 | 58  | 244 | 277 | 6° |                                                                |
| Kansas City Blues |          |    |    |    |    |     |     |     |    |                                                                |
| 1976-77           | CHL      | 76 | 46 | 21 | 9  | 101 | 322 | 225 | 1° | vince semifinali (Fort Worth) 4-2 vince Adams Cup (Tulsa) 4-0  |

## Record della franchigia

### Singola stagione
Gol: 38  Gary Veneruzzo (1968-69)
Assist: 51  Gary Veneruzzo (1967-68)
Punti: 78  Norm Dennis (1971-72) e  Gary Veneruzzo (1968-69)
Minuti di penalità: 194  Larry Giroux (1976-1977)

### Carriera
Gol: 95  Norm Dennis
Assist: 175  Norm Dennis
Punti: 270  Norm Dennis
Minuti di penalità: 351  Claude Cardin
Partite giocate: 274  Norm Dennis

## Palmarès

### Premi di squadra
- Adams Cup: 1

1976-1977

### Premi individuali
- CHL Rookie of the Year: 1

Bernie Federko: 1976-1977
- Max McNab Trophy: 1

Bill McKenzie: 1976-1977
- Terry Sawchuk Trophy: 1

Yves Bélanger: 1976-1977
- Tommy Ivan Trophy: 1

Barclay Plager: 1976-1977